# Arboreto de Bustarviejo
El arboreto de Bustarviejo es un Arboretum en Bustarviejo, comunidad autónoma de Madrid, España.

## Localización
En la sierra de Guadarrama en la carretera de Bustarviejo a Valdemanco (M- 610) - Bustarviejo (Madrid), junto al Colegio Montelindo y el polideportivo del municipio de Bustarviejo. 
- Tel.: 91 848 20 04

## Historia
Arboreto del año 2006.

## Colecciones
Árboles y arbustos autóctonos de la comunidad de Madrid y plantas decorativas.
Las actividades que se realizan en el arboreto están dirigidas tanto a escolares como a público en general. 